# CA7
CA7 (англ. Carbonic anhydrase 7) – білок, який кодується однойменним геном, розташованим у людей на короткому плечі 16-ї хромосоми. Довжина поліпептидного ланцюга білка становить 264 амінокислот, а молекулярна маса — 29 658.
| 10         |  | 20         |  | 30         |  | 40         |  | 50         |
| ---------- |  | ---------- |  | ---------- |  | ---------- |  | ---------- |
| MTGHHGWGYG |  | QDDGPSHWHK |  | LYPIAQGDRQ |  | SPINIISSQA |  | VYSPSLQPLE |
| LSYEACMSLS |  | ITNNGHSVQV |  | DFNDSDDRTV |  | VTGGPLEGPY |  | RLKQFHFHWG |
| KKHDVGSEHT |  | VDGKSFPSEL |  | HLVHWNAKKY |  | STFGEAASAP |  | DGLAVVGVFL |
| ETGDEHPSMN |  | RLTDALYMVR |  | FKGTKAQFSC |  | FNPKCLLPAS |  | RHYWTYPGSL |
| TTPPLSESVT |  | WIVLREPICI |  | SERQMGKFRS |  | LLFTSEDDER |  | IHMVNNFRPP |
| QPLKGRVVKA |  | SFRA       |  |            |  |            |  |            |

A: Аланін

C: Цистеїн

D: Аспарагінова кислота

E: Глутамінова кислота

F: Фенілаланін

G: Гліцин

H: Гістидин

I: Ізолейцин

K: Лізин

L: Лейцин

M: Метіонін

N: Аспарагін

P: Пролін

Q: Глутамін

R: Аргінін

S: Серин

T: Треонін

V: Валін

W: Триптофан

Кодований геном білок за функцією належить до ліаз. 
Задіяний у такому біологічному процесі, як альтернативний сплайсинг. 
Білок має сайт для зв'язування з іонами металів, іоном цинку. 
Локалізований у цитоплазмі.